# Gasteromycetidae
Gasteromycetidae è una delle quattro sottoclassi della vecchia classificazione della classe dei Basidiomycetes (divisione Eumicota). Questo taxon non fa parte della classificazione scientifica moderna dei funghi.

## Descrizione
Ad essa appartengono funghi la cui parte fertile (imenio) è contenuta, almeno inizialmente, all'interno di una membrana più o meno spessa, detta peridio. L'imenio in questo tipo di funghi prende nome di gleba. A maturità il peridio si rompe favorendo la diffusione delle spore.

## Ordini e famiglie

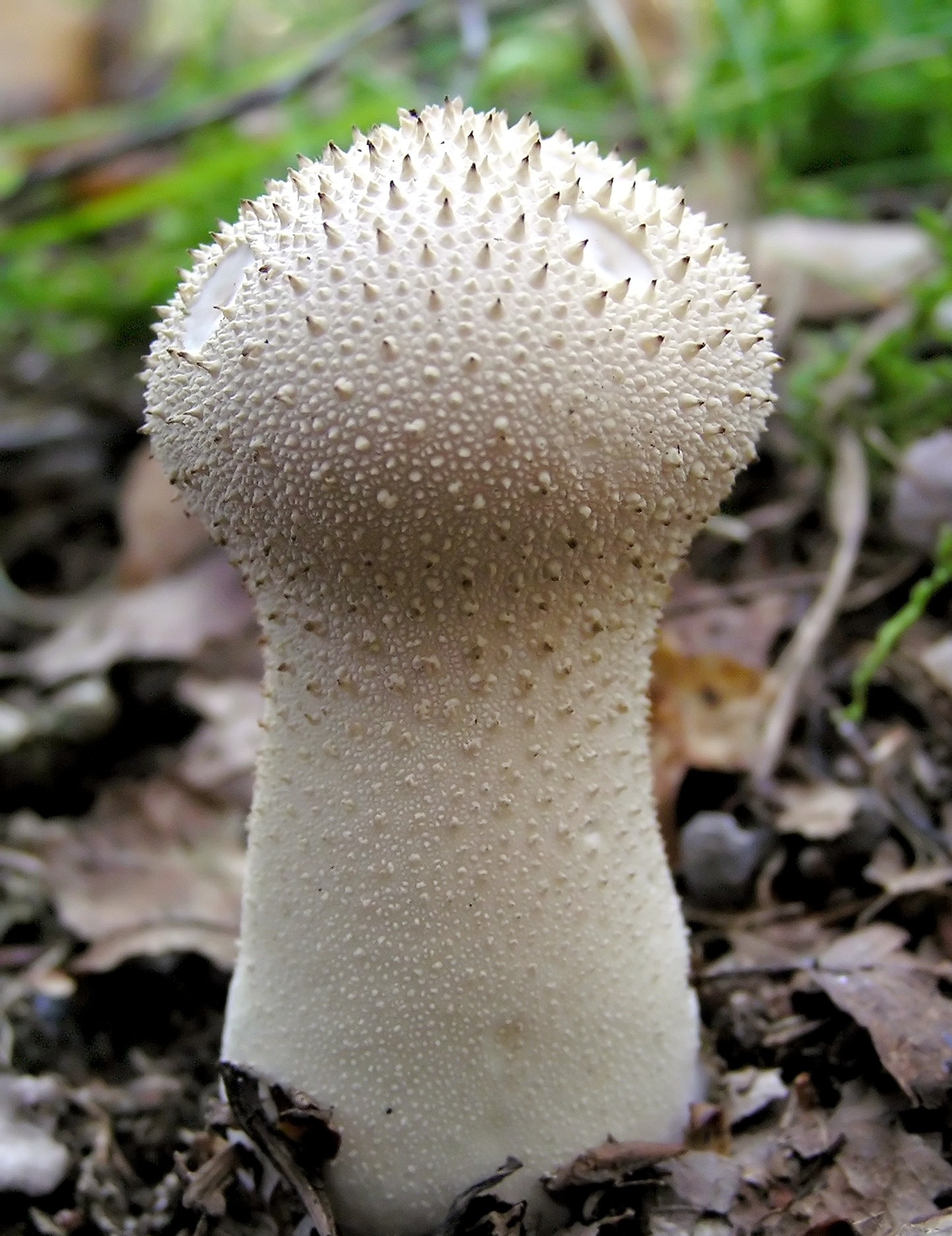
Lycoperdon perlatum

- Brachybasidiales
  - Brachybasidiaceae
  - Cerinomycetaceae
- Ceratobasidiales
  - Ceratobasidiaceae
- Cantharellales
  - Aphelariaceae
  - Cantharellaceae
- Exobasidiales
  - Exobasidiaceae
- Gautieriales
  - Gautieriaceae
  - Oliveoniaceae
- Hericiales
  - Gloeocystidiellaceae
  - Hericiaceae
- Hymenogastrales
  - Protogastraceae
  - Gastrosporiaceae
  - Octavianiaceae
  - Hymenogastraceae
  - Rhizopogonaceae
  - Elasmomycetaceae
  - Hydnagiaceae
  - Gasterellaceae
- Lycoperdales
  - Mycenastraceae
  - Mesophelliaceae
  - Broomeaceae
  - Geastraceae
  - Lycoperdaceae
- Melanogastrales
  - Melanogastraceae
  - Niaceae
- Nidulariales
  - Nidulariaceae
- Stereales
  - Atheliaceae
  - Botryobasidiaceae
  - Hyphodermataceae
  - Meruliaceae
  - Peniophoraceae
  - Podoscyphaceae
  - Steccherinaceae
  - Stereaceae
- Thelephorales
  - Bankeraceae
  - Thelephoraceae
  - Typhulaceae
- Tulasnellales
  - Tulasnellaceae
- Tulostomatales
  - Battarreaceae
  - Calostomastaceae
  - Phelloriniaceae
  - Tulostomataceae
- Phallales
  - Claustulaceae
  - Clathraceae
  - Claustulaceae
  - Gelopellidaceae
  - Hysterangiaceae
  - Phallaceae
  - Protophallaceae
  - Ramariaceae
- Sclerodermatales
  - Astraeaceae
  - Boletinellaceae
  - Calostamataceae
  - Diplocystaceae
  - Gyroporaceae
  - Pisolithaceae
  - Sclerodermataceae